# Erica Johansson
Erica Rose-Marie Johansson-Lamprecht, švedska atletinja, * 5. februar 1974, Mölndal, Švedska.
Nastopila je na poletnih olimpijskih igrah leta 2000 in dosegla šestnajsto mesto v skoku v daljino. Na evropskih dvoranskih prvenstvih je osvojila naslov prvakinje leta 2000.